# Hongshi, Chongqing
Hongshi (kinesiska: 红狮) är en köping i sydvästra Kina. Den ligger i Yunyang härad i storstadsområdet Chongqing, omkring 280 kilometer nordost om det centrala stadsdistriktet Yuzhong. Antalet invånare är 25 020. Befolkningen består av 12 086 kvinnor och 12 934 män. Barn under 15 år utgör 20,0 %, vuxna 15-64 år 69 %, och äldre över 65 år 10,0 %.